# Saimaa
Saimaa (čita se Sajma) najveće je finsko jezero, leži na jugoistoku zemlje.
Saimaa leži sjeverozapadno od ruske granice - sjeveroistočno od Helsinkija. Ima površinu od 4279 km² i najveće je jezero velikog - Jezerskog sustava Saimaa. Jezero leži na 76 metara nadmorske visine, prosječna mu je dubina 17 metara, a najveća 82 metara. Danas je Kanalom Saimaa povezano s Finskim zaljevom, sagrađenim 1856. godine.

## Jezerski sustav Saimaa
Jezerski sustav Saimaa ima čak 4.377 km² i najveći je jezerski kompleks u Finskoj. To je labirint jezera koji se račva u dvije grane i proteže na sjever u dužini od nekih 350 km od grada Lappeenranta, koji leži na samom jezeru Saimaa do Iisalmija na zapadnoj grani i Nurmesa na istočnoj grani. To je kompleks od oko 120 jezera. Najveća od tih jezera su: Saimaa 1377,03 km², Pihlajavesi 712,59 km², Puruvesi 416,35 km², Haukivesi 560,43 km², Orivesi 601,30 km², Pyhäselkä 361,10 km², Enonvesi 196,68 km², Pyyvesi 29,75 km² i Ukonvesi 24,23 km².
Kompleks Saimaa neprekinuti je niz jezera, rijeka i potoka čije se vode polako slijevaju od sjevera prema jugu u jezero Saimaa, iz kog istječu rijekom Vuoksi u pravcu jugoistoka i Rusije, gdje utječu u Ladogu, najveće europsko jezero. Sliv kompleksa Saimaa pokriva većinu jugoistočne Finske, područje veličine Belgije, koje se proteže od ruske granice na istoku gotovo do jezera Oulujärvi na sjeveru. Dužina svih obala toga kompleksa je najveća na svijetu, 14.850 km, uz impresivan broj otoka - 13.710 ukupne površine 1850 km², što svjedoči da se radi o pravom labirintu.
Saimaa je nastala za ledenoga doba kao ogromni glečer debljine više od kilometra koji je pokrivao čitav taj kraj, a kada se otopio nastala je Saimaa kao niz slatkovodnih bazena odvojenih od mora na 76 m prosječne nadmorske visine.
Eksploatacija šuma, poizvodnja celuloze i papira temelj su regionalnoga gospodarstva. Jezerski kompleks omogućuje bitne prometne veze, između većih gradova u regiji. Velike hidroelektrane podignute su na južnom dijelu jezerskoga kompleksa, naročito kod grada Imatre. Slikovit mozaik voda, brda i šuma Saimae privlači brojne turiste.

## Galerija
- Otok Hietasaari
- Tvrđava Olavinlinna
- Obala jezera

## Vanjske poveznice
|  | Zajednički poslužitelj ima još gradiva o temi Saimaa |